# Kreisky (banda)
Kreisky es una banda austriaca de rock de habla alemana de Viena.

## Historia
A principios de 2005, Franz Adrian Wenzl y Martin Offenhuber fundaron el grupo Kreisky y se dieron a conocer en Viena y sus alrededores con actuaciones en directo. El grupo lleva el nombre del excanciller federal austriaco Bruno Kreisky.
En mayo de 2007 se publicó el álbum de estudio Kreisky, que recibió críticas positivas en numerosos medios de comunicación. El primer sencillo Wo Woman ist, da ist auch Cry llegó al número 3 de  las listas indie austriacos. El segundo álbum de la banda se titula Meine Schuld, meine Schuld, meine große Schuld y se publicó el 27 de marzo de 2009. El sencillo de adelanto, Asthma, alcanzó el número 2 en las listas indie. En los Amadeus Austrian Music Awards 2009, la banda ganó el premio "Acto alternativo del año FM4". El 29 de abril de 2011 se publicó el tercer álbum de la banda, bajo el nombre de Trouble. El sencillo Scheisse, Schauspieler, lanzado como adelanto, alcanzó el número 2 en las listas de la radio FM4.
El álbum Blick auf die Alpen, lanzado a finales de marzo de 2014, se grabó en el estudio de Wiener Symphoniker en la Konzerthaus debido a la acústica especial. La ORF atribuyó al grupo una "actitud punk mocosa" en el álbum al escribir sobre la nueva bohemia creativa del precariado y "los gladiadores de la televisión de nuestros días".
En octubre de 2017 tuvo lugar el estreno de la obra de Sibylle Berg Viel gut essen, que la banda adaptó junto con la autora para el Teatro Rabenhof de Viena. La obra recibió críticas eufóricas.

## Discografía

### Álbumes de estudio
- 2007: "Kreisky" (Wohnzimmer Records)
- 2009: "Meine Schuld, meine Schuld, meine große Schuld" (Wohnzimmer Records)
- 2011: "Trouble" (Wohnzimmer Records)
- 2014: "Blick auf die Alpen" (Wohnzimmer Records)
- 2018: "Blitz" (Wohnzimmer Records)
- 2021: "Atlantis" (Wohnzimmer Records)

### Sencillos
- 2007: Wo Woman ist, da ist auch Cry
- 2007: Vandalen
- 2009: Asthma
- 2009: Dow Jones
- 2012: Brüssel (Vinilo, 5.000 uds.)
- 2013: Selbe Stadt, anderer Planet (Vinilo-EP con tres piezas inéditas)
- 2018: Veteranen der vertanen Chance
- 2018: Ein braves Pferd
- 2020: ADHS
- 2021: Kilometerweit Weizen

### Sampleos
- 2008: Jacqueline
- 2008: Tormann
- 2009: Blasen

### Recopilaciones
- 2015: Vor Publikum (En vivo con  7 canciones)

## Curiosidades
- Franz Wenzl también actúa como Austrofred .
- Martin Offenhuber y Franz Adrian Wenzl formaron el dúo experimental Royal Jelly durante 10 años.
- En 2005, Wenzl y Martin Amanshauser grabaron el CD "Auf der falschen Seite von Ikebukuro " como "Amanshauser & Wenzl".[5]
- Gregor Tischberger, Martin Offenhuber y Klaus Mitter son miembros del grupo de Linz MORD.
- Gregor Tischberger es miembro de las bandas The Maybe Men[6] y Girlfriend of many Pilots.[7]
- Martin Offenhuber es miembro de la banda Couscous.[8]
- En el video de Scheisse, Schauspieler aparecen los actores Ruth Brauer-Kvam, Hilde Dalik, Andreas Kiendl, Lilian Klebow, Michael Ostrowski, Alexander Pschill, Hosea Ratschiller, Sabrina Reiter, Manuel Rubey y Ursula Strauss .
- En el álbum Nichts dagegen, aber de la banda de hip-hop Texta, que se lanzó en abril de 2016, se puede escuchar a Kreisky en Austrian Psychos. [9]

## Galería

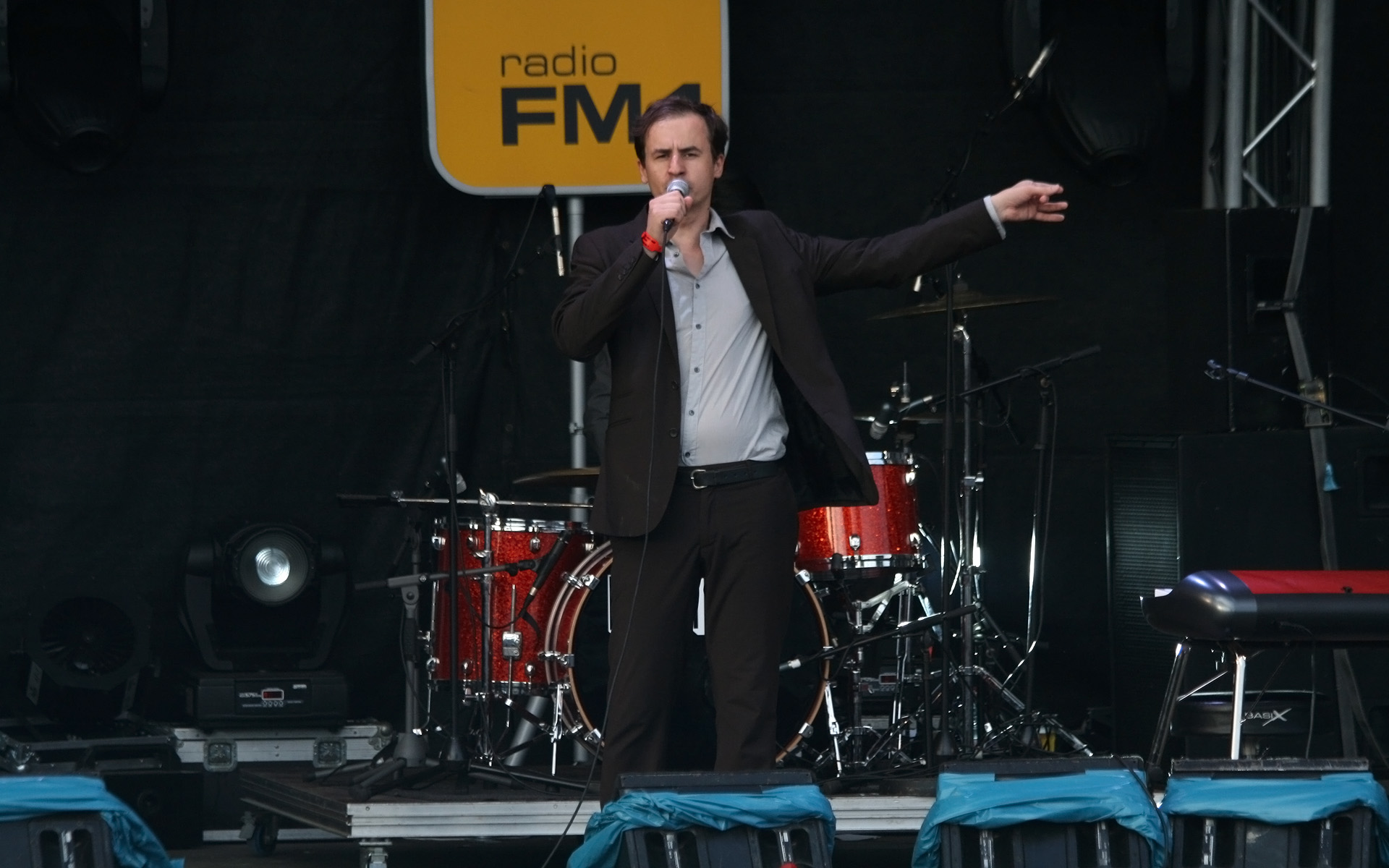
Franz Adrian Wenzl
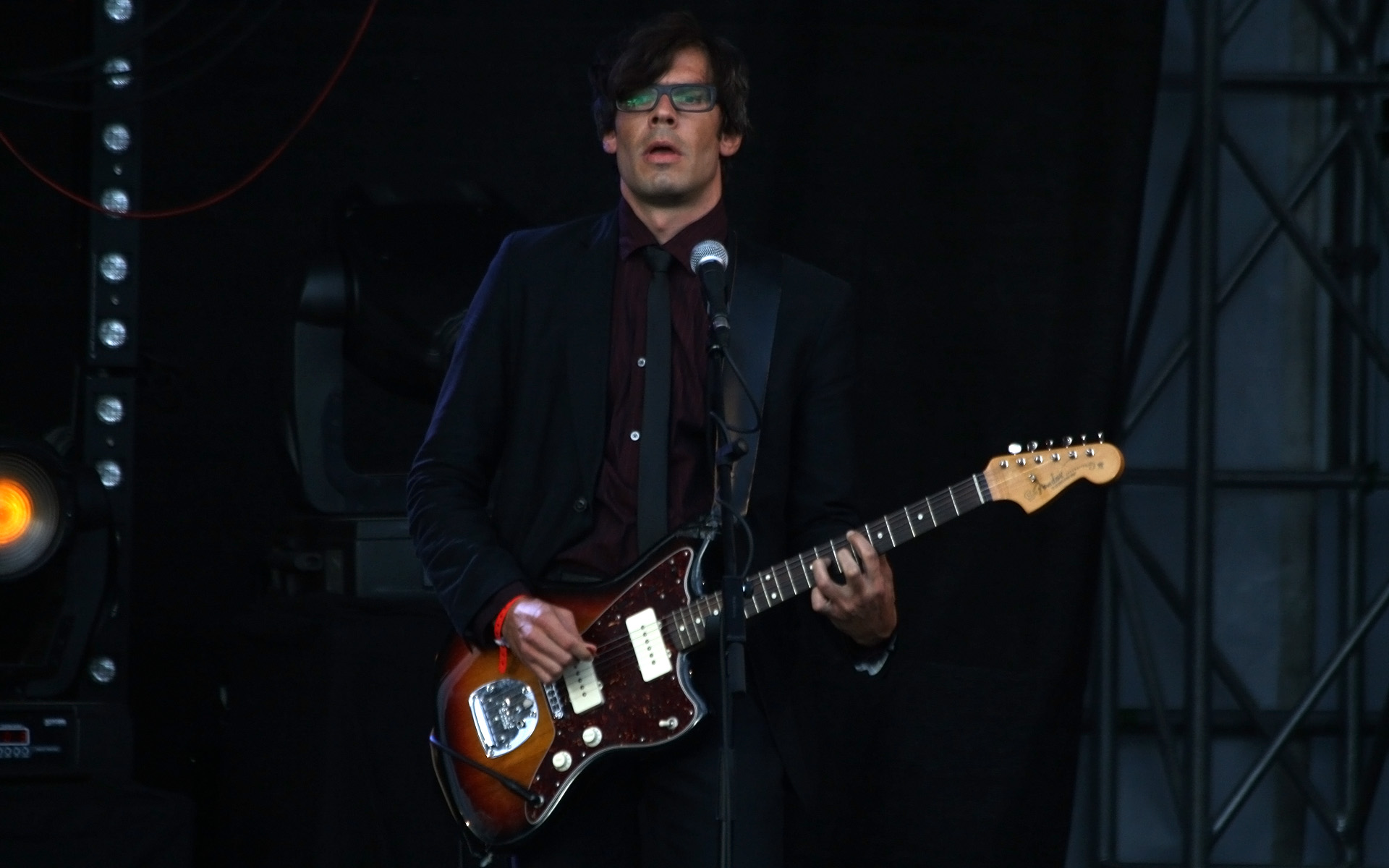
Martin Max Offenhuber
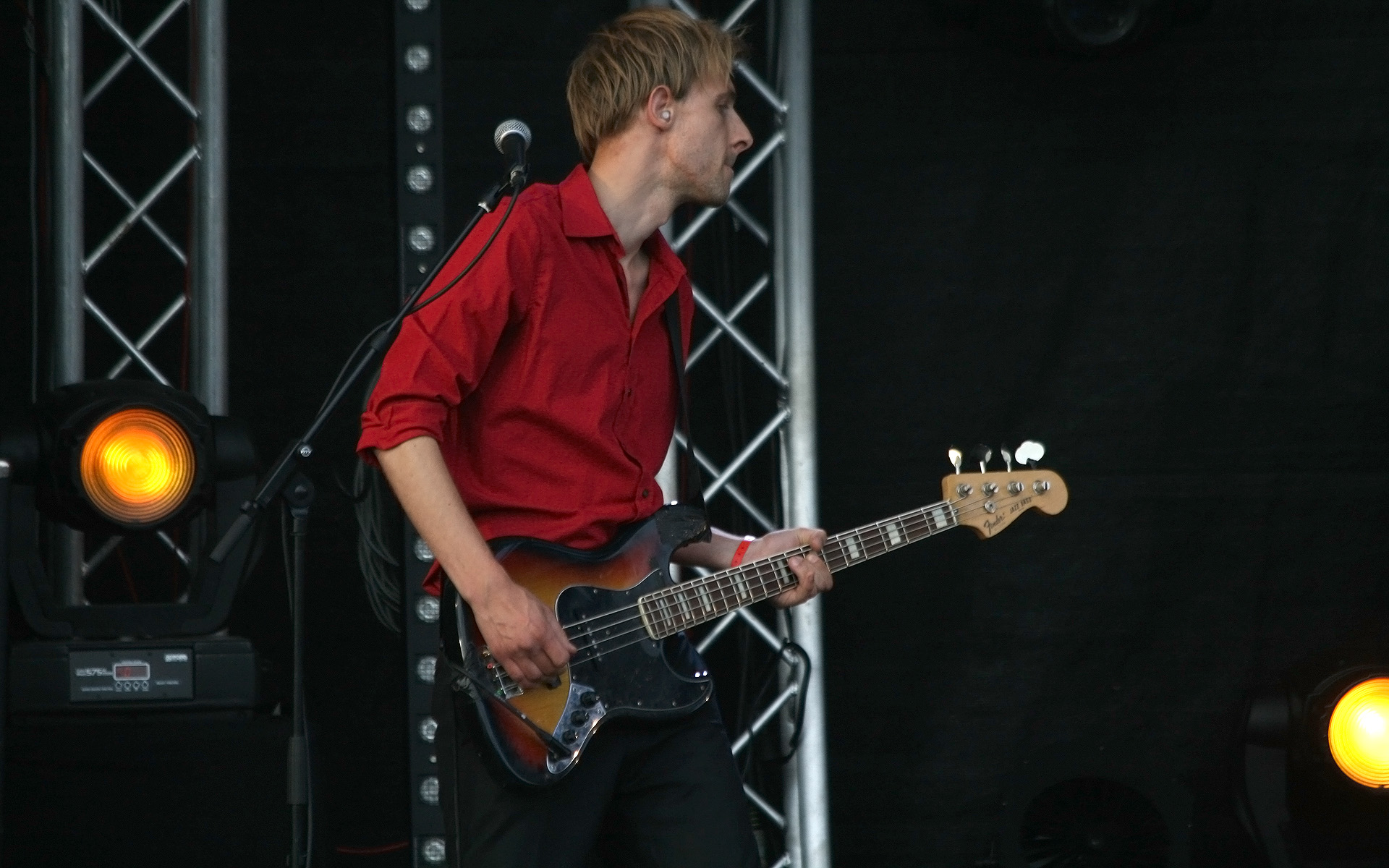
Gregor Tischberger
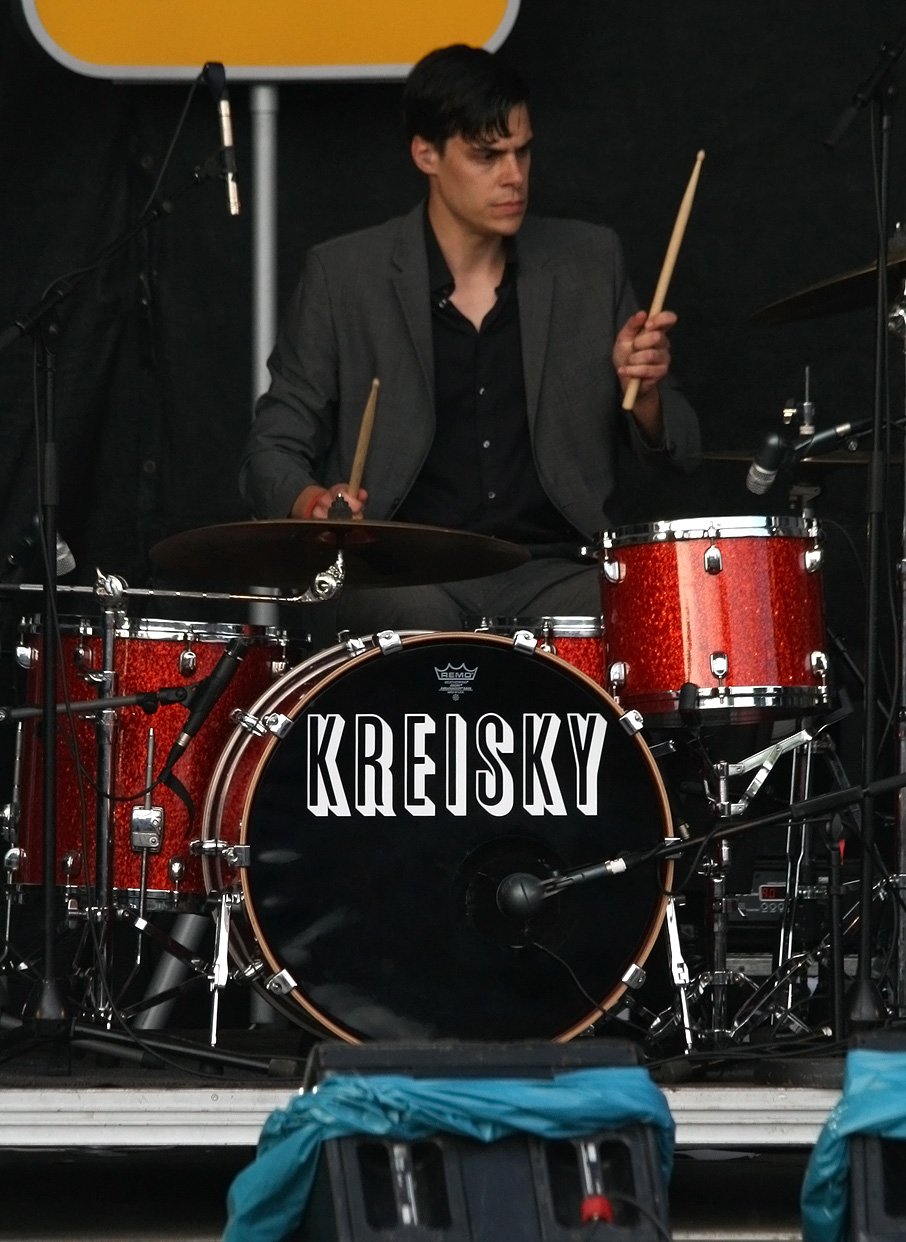
Klaus Mitter